# کارس
کارس (به آلمانی: Karres) یک منطقهٔ مسکونی در اتریش است که در ناحیه ایمست واقع شده‌است. کارس ۷٫۵۲ کیلومتر مربع مساحت دارد ۸۳۰ متر بالاتر از سطح دریا واقع شده‌است.